# Набиев, Артём Владиславович
Артём Владиславович Набиев (род. 23 августа 2005, Пермь) — российский хоккеист, нападающий.

## Биография
На детско-юношеском уровне играл в командах «Молот» Пермь (до 2015, 2018—2019), «Динамо» Москва (2015—2018), «Авто-Спартаковец» Екатеринбург (2019—2021), «Салават Юлаев» (2021—2023). В сезоне 2021/22 дебютировал в МХЛ, проведя одну игру за «Толпар». В сезоне 2023/24 сыграл в МХЛ 50 матчей. Со следующего сезона — игрок «Салавата Юлаева» в КХЛ.